# 反嘴蜂鸟
反嘴蜂鸟（学名：Opisthoprora euryptera），是雨燕目蜂鸟科的一种鸟类，是反嘴蜂鸟属（学名：Opisthoprora）的唯一一种。
反嘴蜂鸟体重约6.2克，翼长约63.2毫米，嘴峰长约16.4毫米，喙宽度约1.9毫米，喙厚度约1.8毫米，跗蹠长约6.2毫米，尾长约42.5毫米。反嘴蜂鸟在其分布区内为留鸟，其栖息在半开放的灌木丛中，食性为草食性，主要食物来源是植物的花蜜。
反嘴蜂鸟分布于哥伦比亚中部至秘鲁北部的安第斯山脉地区。该物种是单型物种，没有亚种分化。